# ASB Classic 2025
ASB Classic 2025 byl společný tenisový turnaj na profesionálních okruzích mužů ATP Tour a žen WTA Tour, hraný v areálu ASB Tennis Centre. Čtyřicátý sedmý ročník mužského a třicátý osmý ženského turnaje probíhaly mezi 30. prosincem 2024 a 11. lednem 2025 v novozélandském Aucklandu na dvorcích s tvrdým povrchem GreenSet.
Ženská část dotovaná 275 094 dolary, o týden předcházela muže, a náležela do kategorie WTA 250. Mužský turnaj dotovaný 766 290 dolary patřil do kategorie ATP Tour 250.  Nejvýše nasazenými singlisty se staly americké světové jednadvacítky, Ben Shelton a Madison Keysová. Jako poslední přímí účastnici byli dvouhry – při uzávěrce přihlášek  – přijati maďarský 58. tenista klasifikace Fábián Marozsán a kanadská 101. hráčka žebříčku Rebecca Marinová. Marozsán před zahájením z turnaje odstoupil.
V důsledku invaze Ruska na Ukrajinu na konci února 2022 řídící organizace tenisu ATP, WTA a ITF s grandslamy rozhodly, že ruští a běloruští tenisté mohli dále na okruzích startovat, ale do odvolání nikoli pod vlajkami Ruska a Běloruska.
Třináctou trofej z dvouhry okruhu ATP Tour vybojoval Francouz Gaël Monfils, dvacet let po prvním triumfu ve Varšavě. V 38 letech a 2 měsících se stal nejstarším šampionem singlového turnaje od založení okruhu ATP v roce 1990 a třetím nejstarším vítězem profesionálního turnaje v otevřené éře. Čtvrtý singlový titul na okruhu WTA Tour, první od roku 2021 a první pod otevřeným nebem, vyhrála 22letá Dánka Clara Tausonová, jakožto první dánská šampionka aucklandského turnaje. V mužské čtyřhře triumfovali aucklandský rodák Michael Venus s Chorvatem Nikolou Mektićem, který si z Aucklandu odvezl třetí titul v řadě. Ženský debl ovládly Číňanka Ťiang Sin-jü s Tchajwankou Wu Fang-sien, které na túře WTA získaly první společnou trofej.

## Rozdělení bodů a finančních odměn

### Rozdělení bodů
| Soutěž       | Soutěž       | vítězové | finalisté | semifinalisté | čtvrtfinalisté | 16 v kole | 32 v kole | Q  | Q2 | Q1 |
| ------------ | ------------ | -------- | --------- | ------------- | -------------- | --------- | --------- | -- | -- | -- |
| dvouhra mužů | [ 4 ] [ 14 ] | 250      | 165       | 100           | 50             | 25        | 0         | 13 | 7  | 0  |
| čtyřhra mužů | [ 15 ]       | 250      | 150       | 90            | 45             | 0         | —         | —  | —  | —  |
| dvouhra žen  | [ 3 ] [ 16 ] | 250      | 163       | 98            | 54             | 30        | 1         | 18 | 12 | 1  |
| čtyřhra žen  | [ 17 ]       | 250      | 163       | 98            | 54             | 1         | —         | —  | —  | —  |

### Finanční odměny
| Soutěž                                | Soutěž       | vítězové | finalisté | semifinalisté | čtvrtfinalisté | 16 v kole | 32 v kole | Q2      | Q1      |
| ------------------------------------- | ------------ | -------- | --------- | ------------- | -------------- | --------- | --------- | ------- | ------- |
| dvouhra mužů                          | [ 4 ] [ 14 ] | 96 985 $ | 56 650 $  | 33 055 $      | 18 685 $       | 10 955 $  | 5 580 $   | 3 480 $ | 1 865 $ |
| dvouhra žen                           | [ 3 ] [ 16 ] | 36 300 $ | 21 484 $  | 11 970 $      | 6 815 $        | 4 160 $   | 2 975 $   | 2 200 $ | 1 420 $ |
| čtyřhra mužů                          | [ 15 ]       | 13 200 $ | 7 430 $   | 4 260 $       | 2 540 $        | 1 960 $   | —         | —       | —       |
| čtyřhra žen                           | [ 17 ]       | 12 820 $ | 7 210 $   | 4 140 $       | 2 470 $        | 1 900 $   | —         | —       | —       |
| částka ve čtyřhrách je uvedena na pár |              |          |           |               |                |           |           |         |         |

## Dvouhra mužů

### Nasazení
| Stát                             | Hráč                       | ATP | Nasazení |
| -------------------------------- | -------------------------- | --- | -------- |
| USA                              | Ben Shelton                | 21. | 1.       |
| Chile                            | Alejandro Tabilo           | 23. | 2.       |
| Argentina                        | Sebastián Báez             | 27. | 3.       |
| Argentina                        | Francisco Cerúndolo        | 30. | 4.       |
| Francie                          | Giovanni Mpetshi Perricard | 31. | 5.       |
| Itálie                           | Flavio Cobolli             | 32. | 6.       |
| Portugalsko                      | Nuno Borges                | 36. | 7.       |
| USA                              | Alex Michelsen             | 41. | 8.       |
| Německo                          | Jan-Lennard Struff         | 42  | 9        |
| Žebříček ATP k 30. prosinci 2024 |                            |     |          |

### Jiné formy účasti
Následující hráči obdrželi divokou kartu do hlavní soutěže:
- Isaac Becroft
- Gabriel Diallo
- Lucas Pouille

Následující hráči, finalisté z Hongkongu, měli získat zvláštní výjimku:
- Alexandre Müller
- Reilly Opelka

Následující hráči postoupili z kvalifikace:
- Nishesh Basavareddy
- Zizou Bergs
- Sumit Nagal
- Luca Nardi

Následující hráči postoupili z kvalifikace jako šťastní poražení:
- Daniel Altmaier
- Pablo Carreño Busta
- Francisco Comesaña
- Facundo Díaz Acosta
- Adrian Mannarino

### Odhlášení
před zahájením turnaje
- Fábián Marozsán → nahradil jej  Facundo Díaz Acosta
- Giovanni Mpetshi Perricard → nahradil jej  Francisco Comesaña
- Alexandre Müller → nahradil jej  Pablo Carreño Busta
- Jaume Munar → nahradil jej  Pu Jün-čchao-kche-tche
- Reilly Opelka → nahradil jej  Adrian Mannarino
- Lucas Pouille → nahradil jej  Daniel Altmaier

## Mužská čtyřhra

### Nasazení
| Stát                                                                                      | Hráč            | Stát               | Hráč            | ATP | Nasazení |
| ----------------------------------------------------------------------------------------- | --------------- | ------------------ | --------------- | --- | -------- |
| Chorvatsko                                                                                | Nikola Mektić   | Nový Zéland        | Michael Venus   | 23. | 1.       |
| Argentina                                                                                 | Máximo González | Argentina          | Andrés Molteni  | 43. | 2.       |
| Spojené království                                                                        | Julian Cash     | Spojené království | Lloyd Glasspool | 60. | 3.       |
| Francie                                                                                   | Sadio Doumbia   | Francie            | Fabien Reboul   | 66. | 4.       |
| Žebříček ATP k 30. prosinci 2024; číslo je součtem žebříčkového postavení obou členů páru |                 |                    |                 |     |          |

### Jiné formy účasti
Následující páry obdržely divokou kartu do hlavní soutěže:
- Marcus Daniell /  James Watt
- Kiranpal Pannu /  Ajeet Rai

## Ženská dvouhra

### Nasazení
| Stát                             | Hráčka             | WTA | Nasazení |
| -------------------------------- | ------------------ | --- | -------- |
| USA                              | Madison Keysová    | 21. | 1.       |
| Belgie                           | Elise Mertensová   | 34. | 2.       |
| USA                              | Amanda Anisimovová | 36. | 3.       |
| Nový Zéland                      | Lulu Sunová        | 40. | 4.       |
| Dánsko                           | Clara Tausonová    | 50. | 5.       |
| Spojené království               | Emma Raducanuová   | 57. | 6.       |
| Japonsko                         | Naomi Ósakaová     | 58. | 7.       |
| USA                              | Katie Volynetsová  | 59. | 8.       |
| Žebříček WTA k 23. prosinci 2024 |                    |     |          |

### Jiné formy účasti
Následující hráčky obdržely divokou kartu do hlavní soutěže:
- Renáta Jamrichová
- Vivian Yangová

Následující hráčka nastoupila pod žebříčkovou ochranou: 
- Julia Grabherová

Následující hráčky postoupily z kvalifikace:
- Anna-Lena Friedsamová
- Lina Glušková
- Nao Hibinová
- Victoria Jiménezová Kasintsevová
- Leyre Romero Gormazová
- Lucrezia Stefaniniová

Následující hráčky postoupily z kvalifikace jako šťastné poražené:
- Jodie Burrageová
- Mai Hontamová

### Odhlášení
před zahájením turnaje
- Elise Mertensová → nahradila ji  Jodie Burrageová
- Emma Raducanuová → nahradila ji  Mai Hontamová

## Ženská čtyřhra

### Nasazení
| Stát                                                                                      | Hráčka             | Stát             | Hráčka              | WTA  | Nasazení |
| ----------------------------------------------------------------------------------------- | ------------------ | ---------------- | ------------------- | ---- | -------- |
| USA                                                                                       | Sofia Keninová     | Belgie           | Elise Mertensová    | 31.  | 1.       |
| Čína                                                                                      | Ťiang Sin-jü       | Čínská Tchaj-pej | Wu Fang-sien        | 98.  | 2.       |
| Japonsko                                                                                  | Makoto Ninomijová  | Maďarsko         | Fanny Stollárová    | 122. | 3.       |
| Polsko                                                                                    | Katarzyna Piterová | Čína             | Tchang Čchien-chuej | 142. | 4.       |
| Žebříček WTA k 23. prosinci 2024; číslo je součtem žebříčkového postavení obou členů páru |                    |                  |                     |      |          |

### Jiné formy účasti
Následující páry obdržely divokou kartu:
- Monique Barryová /  Jade Otwayová
- Valentina Ivanovová /  Vivian Yangová

Následující pár nastoupil z pozice náhradníka:
- Julia Grabherová /  Laura Pigossiová

### Odhlášení
před zahájením turnaje
- Sofia Keninová /  Elise Mertensová → nahradily je  Julia Grabherová /  Laura Pigossiová

## Přehled finále

### Mužská dvouhra
- Gaël Monfils vs.  Zizou Bergs, 6–3, 6–4

### Ženská dvouhra
- Clara Tausonová vs.  Naomi Ósakaová, 4–6, 0–0skreč

### Mužská čtyřhra
- Nikola Mektić /  Michael Venus vs.  Christian Harrison /  Rajeev Ram, bez boje

### Ženská čtyřhra
- Ťiang Sin-jü /  Wu Fang-sien vs.  Aleksandra Krunićová /  Sabrina Santamariová, 6–3, 6–4